# Karolina Szymańska
Karolina Szymańska (ur. 22 lutego 1994 w Twardogórze) – polska siatkarka, grająca na pozycji środkowej, reprezentantka Polski kadetek, juniorek, a także seniorek. Od sezonu 2016/2017 zawodniczka KS DevelopRes Rzeszów.
W 2013 roku otrzymała powołanie do szerokiej kadry reprezentacji Polski, prowadzonej przez Piotra Makowskiego.
Od 2013 jej managerem jest Roberto Mogentale, mąż siatkarki Małgorzaty Glinki-Mogentale.

## Sukcesy klubowe
Mistrzostwo Polski:
- 2017